# 양양종합운동장
양양종합운동장(襄陽綜合運動場, Yangyang Stadium)은 대한민국 강원특별자치도 양양군에 있는 스포츠 시설이다. 천연잔디 필드와 롤시트트랙이 갖춰져 있는 경기장이며, 2016년 6월에 준공되었다.

## 참고 문헌
- “체육시설 소개”. 양양군청.
- 《2019년 전국 공공체육시설 현황 (2018년말 기준)》. 대한민국 문화체육관광부. 2020.
- 《2023 전국 공공체육시설 현황 (2022년 12월말 기준)》. 대한민국 문화체육관광부. 2024.